# 水窪タクシー
水窪タクシー（みさくぼタクシー）は、浜松市天竜区で事業を展開するタクシー会社の一つ。

## 概要
タクシー業と貸切バス事業は水窪地区を中心に展開。これ以外にも佐久間地区を中心に観光業を営む。また、両エリアにおいて浜松市自主運行バスの運行を受託している。

## 沿革
- 1953年（昭和28年）12月 - 創立[1]。
- 2019年（令和元年）10月 - 北遠本線の受託運行開始[2]。

## タクシー業
前述の通り、水窪地区を中心に展開。車両についてはジャンボタクシー用ハイエースを除いて小型車はすべてプリウスとなっているのが特徴である。

## 貸切バス事業
同じく水窪町を中心に展開。当社では40人定員クラスの大型バスは保有していない。
また、西浦の田楽などの祭事の際のシャトルバスの運行も担っている。

## 乗合バス事業
浜松市自主運行バスの一部路線の運行を受託。
当社では水窪ふれあいバスと佐久間ふれあいバスを運行し、一部では予約制を採用している。
令和元年10月1日より西鹿島駅と水窪町を結ぶ北遠本線も運行。

## 観光業
佐久間地区を中心に展開するが、水窪地区内の観光営業も行っている。また、受注型企画旅行の他に募集型企画旅行も開催している。

## 営業所
- 本社 - 浜松市天竜区水窪町奥領家2955-1
- 佐久間営業所（観光部） - 浜松市天竜区佐久間町半場42-2

## 車両
タクシー用車両はすべてトヨタ製で、以下の通りである。
- プリウス - 3台
- シエンタ - 1台
- ハイエース - 1台

上記の他に貸切バス車両が3台、ふれあいバス用車両が計7台、北遠本線用バス車両が2台存在する。